# Esteban Camou
Esteban Camou (født 18. marts, 1976 i Navojoa, Sonora i Mexico) er en mexicansk supermellemvægtbokser.

## Professionelle Karriere
Han har kæmpet mod kommende mestre som Andre Ward og Jean Pascal og legendariske mexicanske bokser Luis Ramon Campas.